# Granja do Ulmeiro
Granja do Ulmeiro is een plaats (freguesia) in de Portugese gemeente Soure en telt 1669 inwoners (2001).